# ISO 3166-2:GA
ISO 3166-2:GA è uno standard ISO che definisce i codici geografici delle suddivisioni del Gabon; è un sottogruppo dello standard ISO 3166-2.
I codici, assegnati alle 9 province del paese, sono formati da GA- (sigla ISO 3166-1 alpha-2 dello stato), seguito da una cifra.

## Codici

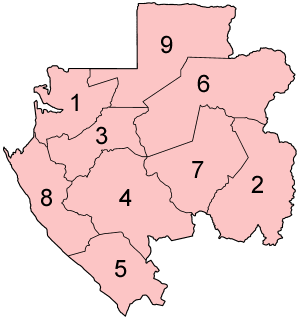
Divisione del Gabon in province, ognuna delle quali segnalata col proprio codice ISO 3166-2.

| Codice | Provincia       |
| ------ | --------------- |
| GA-1   | Estuaire        |
| GA-2   | Haut-Ogooué     |
| GA-3   | Moyen-Ogooué    |
| GA-4   | Ngounié         |
| GA-5   | Nyanga          |
| GA-6   | Ogooué-Ivindo   |
| GA-7   | Ogooué-Lolo     |
| GA-8   | Ogooué-Maritime |
| GA-9   | Woleu-Ntem      |